# 우고 산체스
우고 산체스 마르케스(스페인어: Hugo Sánchez Márquez, 1958년 7월 11일 ~ )는 멕시코의 옛 축구 선수이다. 2007년 2월 7일부터 2008년 5월 31일까지 멕시코 국가대표팀 감독을 맡았다.

## 클럽 경력
우고 산체스는 스페인의 프리메라리가에서 열두시즌을 뛰었으며 이 기간에 프리메라리가 역사상 두 번째로 많은 수의 골을 기록하였다. 프리메라리가의 득점왕인 피치치를 다섯차례 수상했는데 이는 프리메라리가 역사상 두 번째로 많이 수상한 기록이다.

## 국가대표팀 경력
멕시코 축구 국가대표팀 일원으로 1978년, 1986년, 1994년에 참가하였다.

## 수상

### 선수
- 멕시코 프리메라 디비시온 : 1976–77, 1980–81
- 북중미 챔피언스컵 : 1980, 1992
- 코파 인터아메리카나 : 1981
- 라리가 : 1985–86, 1986–87, 1987–88, 1988–89, 1989–90
- 코파 델 레이 : 1984-85, 1988–89
- 수페르코파 데 에스파냐 : 1988, 1989, 1990
- UEFA컵 : 1985-86
- 오스트리아 퍼스트 리그 : 1995-96
- 팬 아메리칸 게임 : 1975
- 북중미 챔피언십 : 1977

### 감독
- 프리메라 디비시온 : 2004
- 캄페온 데 캄페오네스 : 2004
- 북중미 골드컵 준우승 : 2007
- 코파 아메리카 3위 : 2007

### 개인
- 프리메라 디비시온 득점왕 : 1978-79
- 프리메라 디비시온 올해의 선수 : 1978-79
- 라리가 득점왕 : 1984–85, 1985–86, 1986–87, 1987–88, 1989–90
- 라리가 최우수 용병 : 1986–87, 1989–90
- 유로피언 골든슈 : 1990
- 북중미 챔피언스컵 득점왕 : 1992
- 마르카 레전드 : 2018
- 골든풋 레전드 : 2010
- FIFA 100 : 2004
- 멕시코 세기의 운동선수
- 프리메라 디비시온 올해의 감독 : 2003–04, 2004–05